# BS 15000
Der BS 15000 – British Standard 15000 – ist eine in Großbritannien von der British Standards Institution entwickelte Norm, in dem die Anforderungen für ein professionelles IT Service Management dokumentiert sind.

## Zielsetzung
Der BS 15000 IT Service Management dient als messbarer Qualitätsstandard für das IT Service Management (ITSM). Dazu werden im BS 15000 die notwendigen generischen Prozesse spezifiziert („Objectives and Controls“) und dargestellt, die eine Organisation etablieren muss, um IT-Services in definierter Qualität bereitzustellen und managen zu können.
Die erfolgreiche Umsetzung des BS 15000 kann zertifiziert werden. Damit besteht die einzige Möglichkeit, die erfolgreiche Implementierung eines IT Service Management anhand eines internationalen Standards objektiv zu messen und zu zertifizieren (Anmerkung: Eine ITIL Zertifizierung eines Unternehmens ist nicht möglich, da sich nur Personen und keine Organisationen zertifizieren lassen können).
Der BS 15000 ist ausgerichtet an den Prozessbeschreibungen, wie sie durch ITIL beschrieben sind, und ergänzt diese komplementär.

## Bestandteile des BS 15000
Der BS 15000 besteht aus folgenden Dokumenten:
1. BS 15000 Part 1 – „Specification for Service Management“
Der erste Teil des Standards (BS 15000-1) spezifiziert die Anforderungen an eine Organisation, um IT Services in einer definierten Qualität für Kunden bereitzustellen und zu managen. Dabei ist es unerheblich, ob es sich um interne oder um externe Kunden handelt.
2. BS 15000 Part 2 – „Code of Practice for Service Management“
Innerhalb des zweiten Teils des BS 15000 werden die Anforderungen des ersten Teils um Empfehlungen und Anleitungen zur Etablierung des IT Service Management ergänzt. Dabei folgt der Teil „Code of Practice for Service Management“ den gleichen grundlegenden Strukturen wie bereits der erste Teil.
3. PD 0005 – „IT Service Management – A Managers Guide“
In Ergänzung zum BS 15000 enthält das PD (Published Document) 0005 des BSI (British Standards Institute) eine Managementbeschreibung zur Zielsetzung und zu den Inhalten des IT Service Management auf der Basis von BS 15000 und ITIL.
4. PD 0015 – „IT Service Management Self-Assessment Workbook“
Mithilfe des PD 0015 kann eine Selbstbewertung der bestehenden Prozesse in Relation zu den Vorgaben und den Best Practice des BS 15000 vorgenommen werden. Hierzu sind zu jedem Prozess entsprechende Fragestellungen beschrieben.

## Der BS 15000 wurde in die ISO 20000 überführt
Die Internationale Organisation für Normung (ISO) hat den BS 15000 in Form der ISO 20000 grundsätzlich akzeptiert. Am 15. Dezember 2005 wurde der BS 15000 in die ISO 20000 überführt und offiziell als ISO/IEC 20000:2005 veröffentlicht.